# فلستولول
فلستولول (انگلیسی: Flestolol) یک آنتاگونیست گیرنده بتا آدرنرژیک کوتاه اثر است.

## سنتز

سنتز فلستولول: